# Elektrownia Vockerode
Elektrownia Vockerode (znana również pod nazwą Elektrownia „Łaba”) – nieczynna elektrownia działającą na węgiel brunatny, a później również na gaz ziemny w Vockerode w powiecie Wittenberga w Saksonii-Anhalt. Zbudowana w 1937, została wycofana ostatecznie ze służby w latach 1994–1998.

## Historia
Pierwsza elektrownia działająca na pobliskie złoża węgla brunatnego (6 × 35 MW) została zbudowana w latach 1937–1940. Od 1943 roku elektrownia była połączona linią wysokiego napięcia z Berlinem. Po II wojnie światowej sprzęt i systemy elektrowni do 1947 roku rozebrano i wysłano w ramach reparacji do Związku Radzieckiego. W latach 1953–1959 elektrownia została przebudowana. Uruchomiono turbiny o łącznej mocy 12 × 36 MW.

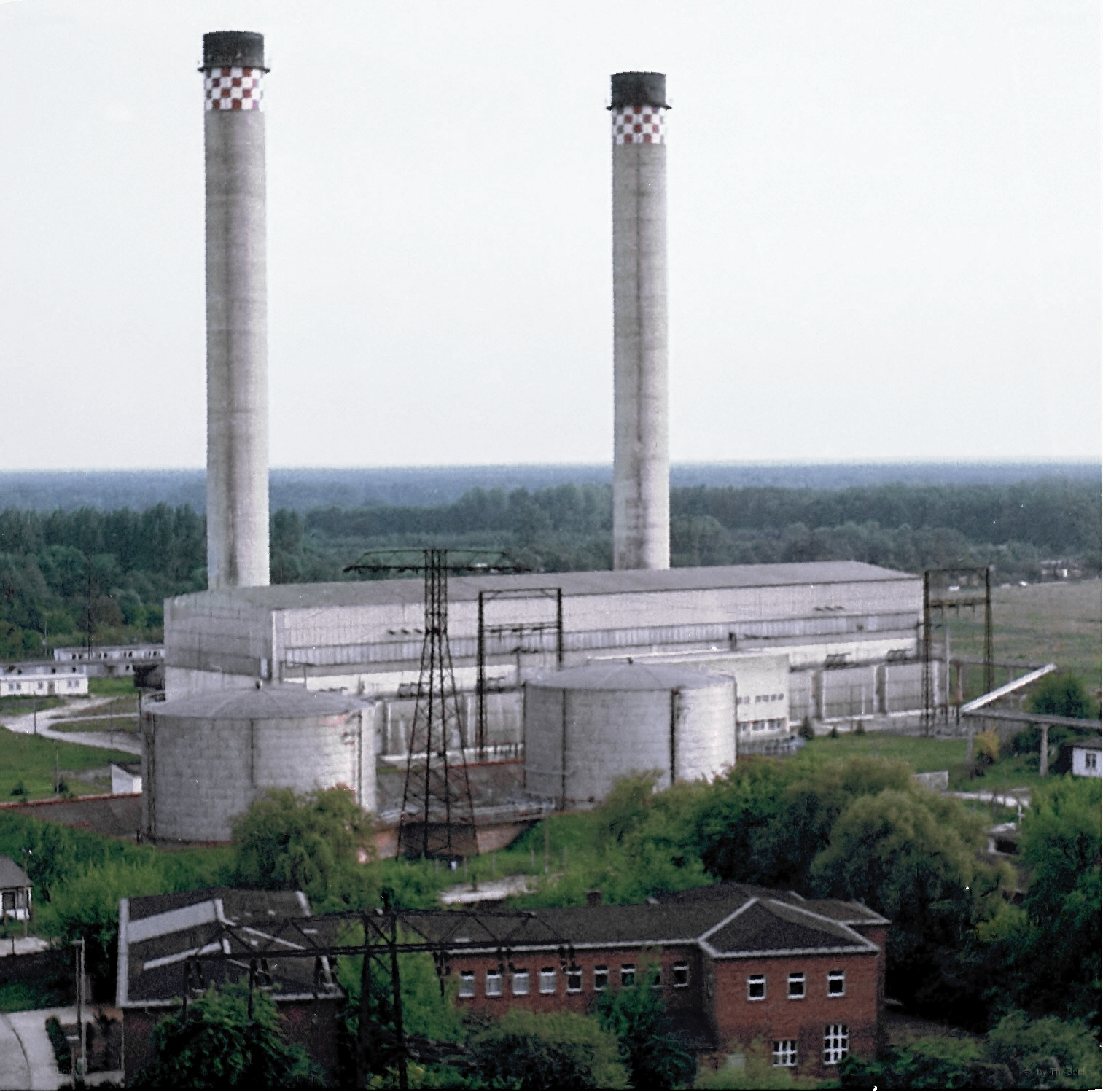
Kominy elektrowni gazowej, zdjęcie z 1994

22 lipca 1960 roku samolot Narodowej Armii Ludowej typu Ił-14 uderzył w jeden z kominów elektrowni i rozbił się. Sześciu pasażerów i jeden pracownik zginęło.
Od roku 1968 miasto Dessau było połączone 15-kilometrową magistralą ciepłowniczą z elektrownią. W 1971 roku w elektrowni uruchomiono dodatkowe turbiny gazowe (6 × 27 MW). Od 1972 do 1974 roku, elektrownia zasilała w ciepło okoliczne uprawy szklarniowe.
Cztery charakterystyczne kominy z obecnie nieczynnej elektrowni węgla brunatnego zostały wysadzone w powietrze 22 września 2001 roku.
Od 1991 roku szklarnie były likwidowane i rozbierane (do 1997 roku). Likwidacja elektrowni na węgiel brunatny nastąpiła w 1994. Elektrownia gazowa po raz ostatni wyprodukowała energię w lecie 1998 roku. W roku 2005 zostały rozebrane zbiorniki oleju elektrowni gazowej. Pozostałe dwa kominy elektrowni gazowej zostały wysadzone 18 września 2013 roku.